# Банська Бистриця (хокейний клуб)
ХК «05 Банська Бистриця» (словац. HC´05 Banská Bystrica) — хокейний клуб з м. Банська Бистриця, Словаччина. Заснований у 2005 році. Виступає у Словацькій Екстралізі. 
Домашні ігри команда проводить у Зимовому стадіоні Банської Бистриці (3500 глядачів). Офіційні кольори клубу: білий, червоний і чорний.

## Досягнення
Словацька екстраліга
- Чемпіон Словаччини (3) — 2017, 2018, 2019.
- Бронзовий призер (1) — 2011).

Перша ліга
- Чемпіон 1-ї ліги (2) — 2006, 2008.

## Найсильніші гравці різних років
- воротарі: Петер Будай;
- захисники: Мірослав Вантроба, Іван Маєський;
- нападаники: Ріхард Зедник, Міхал Гандзуш, Владімір Орсаг, Томаш Суровий.